# گراف کوانتومی
گراف‌های کوانتومی  در ریاضیات و فیزیک به یک ساختار خطی شبکه گون ازرئوس گفته می‌شود که توسط یال‌ها بهم وصل شده‌اند، و یک عملگر دیفرانسیلی یا پسودو دیفرانسیلی بر روی تابع‌های تعریف شده روی یال‌ها عمل می‌کند. چنین دستگاههایی در ابتدا توسط لینوس پالینگ در سال ۱۹۳۰ برای مدلسازی از الکترون‌های آزادِ درون مولکول‌های آلی مورد مطالعه قرار گرفت. آن‌ها در زمینه‌های مختلف ریاضیات بکار می آیند، مثل مدل سیستم‌ها در بی نظمی کوانتومی، در مطالعه موجبرها، در بلورههای فوتونیک، و در محلی سازی اندرسون یا به عنوان حد برای کوچک شدن سیم‌های نازک. گراف‌های کوانتومی تبدیل به مدل‌های برجسته ای درفیزیک مزوسکوپی شده‌اند که  برای به دست آوردن یک درک نظری از فناوری نانو مورد استفاده قرارمی گیرد .